# Gianfranco Moroldo
Gianfranco Moroldo (Milano, 16 settembre 1927 – Milano, 19 maggio 2001) è stato un fotografo e fotoreporter italiano.

## Biografia
Legato indissolubilmente all'Europeo, Moroldo è noto per i suoi fotoreportage dal fortissimo impatto visivo, seppur costruiti con scarnezza ed essenzialità. È celebre soprattutto per essere stato il miglior "narratore per immagini" italiano della Guerra del Vietnam, lavorando spesso in coppia con Oriana Fallaci per conto dell'Europeo. Un gigante del giornalismo e della fotografia internazionali, come ha scritto Simona Barazzetti sul coccodrillo apparso nelle pagine del Corriere della Sera. Ha seguito i principali conflitti internazionali e disastri naturali come il terremoto in Sicilia e in Friuli o l'alluvione di Firenze.
È autore del libro di memorie "Passaporto numero 953647H. Professione: a rischio", uscito per la Rizzoli nel 1992.